# Linus Nirmal Gomes
Pour les articles homonymes, voir Gomes.
Linus Nirmal Gomes, né le 7 avril ou le 7 septembre 1921 à Boro Golla (Bangladesh) et mort le 27 février 2021, est un prêtre jésuite indien, premier évêque du diocèse de Baruipur de 1977 à 1995.

## Biographie
Né le 7 septembre 1921 à Goro Bolla, au Bengale oriental (aujourd’hui Bangladesh), Linus Gomes entre dans la Compagnie de Jésus le 26 juin 1942. A la fin de sa formation religieuse et académique - et des études de théologie au St Mary's College de Kurseong - il y est ordonné prêtre le 21 novembre 1954, des mains de Mgr Ferdinand Perier, archevêque de Calcutta.  
Gomes est directeur du collège Saint-Pierre de Taltola (Calcutta) et curé de la plus importante paroisse bengalie de la ville de Calcutta, Sainte-Thérèse, lorsqu’il est choisi pour être le premier évêque du diocèse nouvellement créé de Baruipur (en) (1977), au sud de Calcutta. Le diocèse couvre le district des 24-Parganas, coextensif à la partie indienne de la grande forêt des Sundarbans, dans le delta du Gange. 
Linus Gomes est consacré évêque le 19 novembre 1977, à Calcutta, par le Cardinal Picachy, archevêque de Calcutta. Il établit son siège épiscopal à Baruipur tout en ayant provisoirement sa cathédrale, à Kalyanpur. Des quatre paroisses existant lorsqu’il fut créé le diocèse passe à une dizaine de centres pastoraux. Mgr Gomes promeut les vocations sacerdotales locales, encourage l’éducation et invite plusieurs congrégations religieuses féminines à œuvrer dans son diocèse. Un centre social est créé à Baruipur.
Ayant atteint l’âge canonique de la retraite Mgr Gomes donne sa démission le 31 octobre 1995. Cependant, toujours en bonne santé, il passe encore de nombreuses années au Bangladesh pour y donner des retraites spirituelles aux religieuses du pays. À compter de 2014, il réside dans la communauté jésuite du collège Saint-Xavier de Calcutta.